# Mentální lexikon
Mentální lexikon, též mentální slovník, je systém slovní zásoby uložené v dlouhodobé paměti lidí. Jedná se o důležitý klíč pro studium základů porozumění slovům. Jsou v něm uloženy informace o slovních jednotkách – gramatické jednotky, výslovnost apod. Za průkopníka pojmu mentální slovník je považován Jean Aitchison, 1987. Pro popsání a definici tohoto pojmu přispěla spolupráce kognitivní psychologie a neurologie.
Slova v mentálním slovníku nejsou uložena nahodile, jsou různě strukturována a zasíťována. V tom spočívá princip její organizace. Uspořádání slov v mentálním slovníku bývá označováno jako mentální rejstříky. Jednotlivá písmena české abecedy a slova vykazují pokaždé jiný počet slov uložených v pamětní zásobě. Bohumír Chalupa ve své publikaci Mentální slovník: Jak rozumíme slovům rozlišuje 3 druhy sémantické paměti, která má vliv na poznávání a zapamatování slov a vět. Konkrétně paměť foneticko-lexikální, lexikálně sémantickou a relačně sémantickou.

## Vyhledávání slov v paměti
Při analýze mentálního lexikonu se bere v potaz, podle jakých hledisek mluvčí hledá slova uložená v paměti:
- Začáteční písmeno
- Věcné kategorie – zvířata, fotbalisté, ženy, rostliny aj.
- Společné vlastnosti – dřevěné věci, průhledné věci, malé věci aj.
- Společná funkce – potraviny, sportovní oblečení aj.
- Časové určení – včera, ráno, minulý rok, o víkendu aj.
- Prostorová poloha – na zdi, na zemi, na stole, na nebi aj.
- Společný celek – části lidského těla, domu, aj.
- Tematický okruh – divadlo, prodloužený víkend, škola, práce, dovolená aj.
- Pojmová kategorie – souřadné, nadřazené a podřazené pojmy
- Gramatická kategorie – slovesa, substantiva aj.[2]